# French Valley
French Valley ist ein Census-designated place im Riverside County im US-Bundesstaat Kalifornien. Das U.S. Census Bureau hat bei der Volkszählung 2020 eine Einwohnerzahl von 35.280 ermittelt. Mit dem French Valley Airport verfügt der Ort über einen eigenen Flughafen, der Allgemeine Luftfahrt abwickelt.

## Geografie
French Valley liegt im gleichnamigen Tal im Südwesten des Riverside Countys in Kalifornien, nordwestlich von Murrieta und Temecula. Der Lake Skinner liegt am Ostrand der Gemeinde.
Mit 23.067 Einwohnern (Stand der Volkszählung 2010) und einer Fläche von ungefähr 28,2 km², die sich vollständig aus Land zusammensetzt, beträgt die Bevölkerungsdichte 819,5 Einwohner pro Quadratkilometer. Das Ortszentrum liegt auf einer Höhe von 417 Metern.

## Politik
French Valley ist Teil des 28. Distrikts im Senat von Kalifornien, der momentan vom Demokraten Ted W. Lieu vertreten wird. In der California State Assembly ist der Ort dem 67. Distrikt zugeordnet und wird somit von der Republikanerin Melissa Melendez vertreten. Auf Bundesebene gehört French Valley Kaliforniens 42. Kongresswahlbezirk an, der einen Cook Partisan Voting Index von R+10 hat und vom Republikaner Ken Calvert vertreten wird.